# Кешаре-Олиа
Кешаре-Олиа (перс. كشارعليا‎) — село на севере Ирана, в остане Тегеран. Входит в состав шахрестана Тегеран. Является частью дехестана (сельского округа) Сулькан бахша Кан.

## География
Село находится в северо-западной части остана, в пределах горной системы Эльбурс, в долине реки Рудханейе-Кешар, на расстоянии приблизительно 6 километров (по прямой) к северу от Тегерана. Абсолютная высота — 1742 метра над уровнем моря.

## Население
По данным переписи 2006 года население села составляло 541 человек (295 мужчин и 246 женщин). В Кешаре-Олиа насчитывалось 127 домохозяйств. Уровень грамотности населения составлял 75,6 %. Уровень грамотности среди мужчин составлял 78,6 %, среди женщин — 72 %.
В 2016 году в селе имелось 243 домохозяйства и проживало 774 человека (404 мужчины и 370 женщин).